# Station Fraipont
Station Fraipont is een spoorweghalte langs spoorlijn 37 (Luik - Aken) in Fraipont, een deelgemeente van de gemeente Trooz.

## Treindienst
| Serie       | Treinsoort          | Route | Bijzonderheden                  |
| ----------- | ------------------- | --- | ------------------------------- |
| S 41 RE 29  | S-trein Luik (NMBS) | Luik-Sint-Lambertus – Luik-Guillemins – Angleur – Fraipont – Verviers-Centraal – Welkenraedt – Aachen Hbf | euregioAIXpress In België als S |
| P 7450/8450 | Piekuurtrein (NMBS) | Welkenraedt – Verviers-Centraal – Fraipont – Luik-Guillemins – Herstal                                    | Rijdt alleen op werkdagen.      |

## Reizigerstellingen
De grafiek en tabel geven het gemiddeld aantal instappende reizigers weer op een week-, zater- en zondag.
| Tabel: aantal instappende reizigers station Fraipont | Tabel: aantal instappende reizigers station Fraipont | Tabel: aantal instappende reizigers station Fraipont | Tabel: aantal instappende reizigers station Fraipont |
|                                                      | Weekdag                                              | Zaterdag                                             | Zondag                                               |
| ---------------------------------------------------- | ---------------------------------------------------- | ---------------------------------------------------- | ---------------------------------------------------- |
| 1977                                                 | 119                                                  | 56                                                   | 65                                                   |
| 1978                                                 | 126                                                  | 56                                                   | 59                                                   |
| 1979                                                 | 127                                                  | 49                                                   | 79                                                   |
| 1980                                                 | 156                                                  | 85                                                   | 87                                                   |
| 1981                                                 | 152                                                  | 93                                                   | 62                                                   |
| 1982                                                 | 140                                                  | 53                                                   | 53                                                   |
| 1983                                                 | 155                                                  | 51                                                   | 38                                                   |
| 1984                                                 | 181                                                  | 42                                                   | 76                                                   |
| 1985                                                 | 180                                                  | 43                                                   | 61                                                   |
| 1986                                                 | 158                                                  | 55                                                   | 44                                                   |
| 1987                                                 | 174                                                  | 64                                                   | 49                                                   |
| 1988                                                 | 193                                                  | 73                                                   | 37                                                   |
| 1989                                                 | 213                                                  | 54                                                   | 48                                                   |
| 1990                                                 | 200                                                  | 53                                                   | 49                                                   |
| 1991                                                 | 214                                                  | 51                                                   | 32                                                   |
| 1992                                                 | 212                                                  | 62                                                   | 40                                                   |
| 1993                                                 | 206                                                  | 49                                                   | 67                                                   |
| 1994                                                 | 220                                                  | 82                                                   | 46                                                   |
| 1995                                                 | 222                                                  | 54                                                   | 45                                                   |
| 1996                                                 | 197                                                  | 41                                                   | 23                                                   |
| 1997                                                 | 239                                                  | 42                                                   | 38                                                   |
| 1998                                                 | 170                                                  | 40                                                   | 32                                                   |
| 1999                                                 | 145                                                  | 46                                                   | 30                                                   |
| 2000                                                 | 176                                                  | 44                                                   | 34                                                   |
| 2001                                                 | 130                                                  | 38                                                   | 22                                                   |
| 2002                                                 | 159                                                  | 39                                                   | 23                                                   |
| 2003                                                 | 156                                                  | 36                                                   | 26                                                   |
| 2004                                                 | 155                                                  | 36                                                   | 29                                                   |
| 2005                                                 | 138                                                  | 32                                                   | 23                                                   |
| 2006                                                 | 138                                                  | 39                                                   | 46                                                   |
| 2007                                                 | 136                                                  | 32                                                   | 22                                                   |
| 2008                                                 | -                                                    | -                                                    | -                                                    |
| 2009                                                 | 146                                                  | 33                                                   | 20                                                   |
| 2010                                                 | -                                                    | -                                                    | -                                                    |
| 2011                                                 | -                                                    | -                                                    | -                                                    |
| 2012                                                 | 138                                                  | 23                                                   | 23                                                   |
| 2013                                                 | 162                                                  | 25                                                   | 38                                                   |
| 2014                                                 | 136                                                  | 34                                                   | 34                                                   |
| 2015                                                 | 118                                                  | 53                                                   | 20                                                   |
| 2016                                                 | 121                                                  | 73                                                   | 35                                                   |
| 2017                                                 | 127                                                  | 37                                                   | 70                                                   |
| 2018                                                 | 80                                                   | 44                                                   | 30                                                   |
| 2019                                                 | 90                                                   | 44                                                   | 35                                                   |
| 2020                                                 | 65                                                   | 40                                                   | 26                                                   |
| 2021                                                 | -                                                    | -                                                    | -                                                    |
| 2022                                                 | 127                                                  | 72                                                   | 58                                                   |
| 2023                                                 | 101                                                  | 35                                                   | 29                                                   |
| 2024                                                 | 157                                                  | 88                                                   | 45                                                   |

0,0: Luik-Guillemins ·
2,6: Angleur ·
4,1: Chênée ·
5,8: Henne-Chèvremont ·
11,0: Chaudfontaine ·
9,5: La Broucke ·
11,0: Trooz ·
13,8: Fraipont ·
15,3: Nessonvaux ·
17,8: Goffontaine ·
18,8: Cornesse ·
20,3: Pepinster ·
23,5: Ensival ·
25,5: Verviers-West ·
Verviers-Central ·
25,4: Verviers-Palais ·
27,1: Verviers-Oost ·
29,5: Nasproué ·
31,7: Dolhain-Gileppe ·
33:0: Dolhain-Vicinal ·
Welkenraedt-Ouest ·
37,7: Welkenraedt ·
39,5: Herbesthal ·
42,4: Astenet ·
45,9: Hergenrath ·
Aachen Hbf